# Arbën Nuhiji
Arben Nuhiu (in macedone Арбен Нухиу?; grafia albanese Arbën Nuhiji; Skopje, 27 febbraio 1972) è un ex calciatore macedone, di ruolo attaccante.

## Statisitche

### Cronologia presenze e reti in nazionale
| Cronologia completa delle presenze e delle reti in nazionale ― Macedonia | Cronologia completa delle presenze e delle reti in nazionale ― Macedonia | Cronologia completa delle presenze e delle reti in nazionale ― Macedonia | Cronologia completa delle presenze e delle reti in nazionale ― Macedonia | Cronologia completa delle presenze e delle reti in nazionale ― Macedonia | Cronologia completa delle presenze e delle reti in nazionale ― Macedonia | Cronologia completa delle presenze e delle reti in nazionale ― Macedonia | Cronologia completa delle presenze e delle reti in nazionale ― Macedonia |
| Data                                                                     | Città                                                                    | In casa                                                                  | Risultato                                                                | Ospiti                                                                   | Competizione                                                             | Reti                                                                     | Note                                                                     |
| ------------------------------------------------------------------------ | ------------------------------------------------------------------------ | ------------------------------------------------------------------------ | ------------------------------------------------------------------------ | ------------------------------------------------------------------------ | ------------------------------------------------------------------------ | ------------------------------------------------------------------------ | ------------------------------------------------------------------------ |
| 7-6-2000                                                                 | Teheran                                                                  | Corea del Sud                                                            | 3 – 1                                                                    | Macedonia                                                                | Amichevole                                                               | -                                                                        | 68’                                                                      |
| 9-6-2000                                                                 | Teheran                                                                  | Iran                                                                     | 3 – 1                                                                    | Macedonia                                                                | Amichevole                                                               | -                                                                        | 52’                                                                      |
| 27-7-2000                                                                | Sofia                                                                    | Azerbaigian                                                              | 1 – 2                                                                    | Macedonia                                                                | Amichevole                                                               | 2                                                                        |                                                                          |
| 11-6-2003                                                                | Istanbul                                                                 | Turchia                                                                  | 3 – 2                                                                    | Macedonia                                                                | Qual. Euro 2004                                                          | -                                                                        | 56’                                                                      |
| 12-11-2005                                                               | Vaduz                                                                    | Liechtenstein                                                            | 1 – 2                                                                    | Macedonia                                                                | Amichevole                                                               | -                                                                        | 71’                                                                      |
| Totale                                                                   |                                                                          | Presenze                                                                 | 5                                                                        |                                                                          | Reti                                                                     | 2                                                                        |                                                                          |

## Palmarès

### Club

#### Competizioni nazionali
- Coppa d'Albania: 1

Besa Kavajë: 2006-2007